# Antrocephalus brevigaster
Antrocephalus brevigaster är en stekelart som beskrevs av Masi 1932. Antrocephalus brevigaster ingår i släktet Antrocephalus och familjen bredlårsteklar. Inga underarter finns listade i Catalogue of Life.